# Rebond atmosphérique

Phases d'une rentrée après un rebond atmosphérique.

Le rebond atmosphérique ou rentrée atmosphérique par ricochets (en anglais : boost-glide, « boost plané ») est un type de trajectoires de guidage et de rentrée atmosphérique d'engins spatiaux qui recourt à la portance aérodynamique dans la haute atmosphère. Il permet d'étendre la portée des avions spatiaux suborbitaux et des véhicules de rentrée.
Dans la plupart des exemples, les rentrées planées permettent à peu près de doubler la portée par rapport à la trajectoire purement balistique. Le rebond atmosphérique, en enchaînant plusieurs sorties puis rentrées atmosphériques, permet d'étendre davantage la portée. On parle alors de « plané sauté » (skip-glide) ou de rentrées par ricochets (skip reentry).

## Histoire
Le concept a d'abord été sérieusement étudié comme moyen d'étendre la portée des missiles balistiques, mais n'a pas été utilisé de manière opérationnelle sous cette forme car des missiles conventionnels à portée étendue ont été introduits. Les concepts aérodynamiques sous-jacents ont été utilisés pour produire des véhicules de rentrée manœuvrables (en anglais : maneuverable reentry vehicle, MaRV) ou des planeurs hypersoniques, pour augmenter la précision de certains missiles comme le Pershing II ou pour éviter l'interception comme dans le cas de l'Avangard. Plus récemment, ces techniques d'extension de portée ont été utilisées pour produire des vols à des altitudes plus basses que les missiles balistiques (qui sortent de l'atmosphère), permettant ainsi d'éviter plus longtemps la détection par radar au sol, celle-ci étant limitée par l'horizon-radar dû à la courbure de la Terre, problème corrigé partiellement par des radars trans-horizon ou des satellites.
Le concept a également été utilisé pour allonger le temps de rentrée des véhicules revenant sur Terre depuis la Lune, qui auraient sinon subi une décélération très brutale associée à des échauffements extrêmement élevés. Le module de commande et de service Apollo a recouru à une rentrée à un saut partiel (portance permettant de rallonger la trajectoire mais sans sortie de l'atmosphère), alors que les Zond soviétiques, la sonde chinoise Chang'e 5 et son démonstrateur Chang'e 5-T1 ont effectué un saut complet.